# Gimnasio "Miguel Hidalgo"
El Gimnasio "Miguel Hidalgo" construido en 1974, es un pabellón deportivo de 4000 asientos ubicado en Puebla, Puebla, México. Es parte de un complejo deportivo que también incluye los estadios Cuauhtémoc y Hermanos Serdán. La arena, que es la sede del equipo de básquetbol Ángeles de Puebla que milita en la Liga Nacional de Baloncesto Profesional de México, fue el lugar más grande en espacios interiores de la ciudad hasta la conclusión del Centro Cultural siglo XXI. 
Además de baloncesto, el Gimnasio también se utiliza para el boxeo, lucha libre, y otros acontecimientos deportivos. También se utiliza en ocasiones para conciertos. El Gimnasio fue recientemente renovado, y en dicha renovación se instaló un sistema de iluminación de última generación, se reformaron los baños, se construyó una oficina y un nuevo techo, entre otros.